# گروه تاج

C1 و C2 گروه‌های تاجی از گونه‌های موجود در کلاد T - کل گروه یا همه‌گروه هستند که شامل گروه ساقه‌ای S1 گونه‌های منقرض‌شده نیز می‌شود. گروه تاج C1 و گروه ساقه S1 کل گروه T1 را تشکیل می‌دهند. T1 و C2 خواهر هستند.

در تبارشناسی، گروه تاج یا مجموعه تاج، مجموعه‌ای از گونه‌ها است که از نمایندگان زنده مجموعه، نزدیک‌ترین نیای مشترک مجموعه و همه نوادگان جدیدترین جد مشترک تشکیل شده‌است؛ بنابراین راهی برای تعریف کلاد، گروهی متشکل از یک گونه و همه نوادگان موجود یا منقرض‌شده آن است. به عنوان مثال، نوپرندگان را می‌توان به عنوان یک گروه تاج تعریف کرد که شامل جدیدترین جد مشترک همه پرندگان مدرن و تمام فرزندان موجود یا منقرض‌شدهٔ آن است.
این مفهوم توسط ویلی هنیگ، فرمول‌دهنده رده‌بندی تبارشناختی، به‌عنوان راهی برای طبقه‌بندی موجودات زنده نسبت به خویشاوندان منقرض‌شده آنها در «Die Stammesgeschichte der Insekten» و اصطلاحات گروه «تاج» و «ساقه» ایجاد شد و توسط RPS Jefferies در سال ۱۹۷۹ ابداع شد. اگرچه این اصطلاح در دهه ۱۹۷۰ فرموله شد، اما تا قبل از معرفی مجدد آن در سال ۲۰۰۰ توسط گراهام و سورن جنسن، معمولاً استفاده نمی‌شد.